# Ярославль (присілок)
Яросла́вль (рос. Ярославль) — присілок у складі Слободського району Кіровської області, Росія. Входить до складу Закарінського сільського поселення.
Населення становить 43 особи (2010, 71 у 2002).
Національний склад станом на 2002 рік — росіяни 87 %.